# Cheek to Cheek (альбом)
Cheek to Cheek (с англ. — «Щека к щеке») — совместный альбом джазового исполнителя Тони Беннетта и американской певицы Леди Гаги, выпущенный 23 сентября 2014 года. Альбом выдержан в стиле джаза. Последняя работа Леди Гаги и Тони Беннетта была кавером на песню Фрэнка Синатры, и имела название «The Lady Is A Tramp». Она вошла в последний альбом Тони Беннетта.
Альбом был удостоен премии «Грэмми» в номинации «Лучший традиционный вокальный поп-альбом».

## Об альбоме
В сентябре 2012 года Тони Беннетт заявил в интервью Rolling Stone, что Леди Гага хочет записать совместный джазовый альбом. 8 января 2013 года Марион Эванс, получивший Грэмми в номинации автор-исполнитель/композитор, который устроил Тони Беннетту и Леди Гаге совместный дуэт «The Lady Is a Tramp» для альбома Беннета под названием Duets II", объявил в интервью, что он будет иметь довольно существенное участие в создании альбома.
Тони Беннетт подтвердил, что в альбоме есть их совместные песни с Леди Гагой, а также сольные, которые певица специально написала для пластинки. «Каждая песня в альбоме особенна по-своему, в том числе та, которую мы назвали „Paradise“ („Рай“)». В июне 2014 года Леди Гага начала продвижение альбома в строку публичных выступлений с Беннеттом и без Беннетта, первым из них выступили в Frank Sinatra School of the Arts в Нью-Йорке.
В школе, которая была основана Беннеттом и его женой, пара исполнила дуэтом и по отдельности новые песни, также они отвечали на вопросы из зала. Леди Гага и Тони Беннетт записали вместе кавер на песню «Anything Goes» (1934) Коула Портера. 29 июля 2014 года состоялся релиз первого сингла и видео на композицию «Anything Goes».
19 августа 2014 года состоялась премьера совместной песни под названием «I Can’t Give You Anything But Love». 21 августа 2014 года сайт под названием «HSN», являющийся партнёром Леди Гага и Тони Беннетта на презентации альбома Cheek to Cheek, сообщил, что в свет готовятся выйти ещё два клипа на следующие композиции — «I Won’t Dance» и «It Don’t Mean a Thing». 22 августа 2014 года в эксклюзивном интервью журналу «Billboard» джазовая легенда Тони Беннетт сообщил, что в настоящий момент они с Леди Гага работают над вторым джазовым альбомом, который должен стать кавер-альбомом на работу Коула Портера (Cole Porter) «Red Hot & Blue» 1936 года. Даты тура в поддержку альбома Cheek to Cheek ещё не были объявлены, но Беннетт заявил о том, что они готовятся представить миру новый материал. 26 августа 2014 года состоялась мировая премьера клипа на второй сингл Леди Гага и Тони Беннетта с совместного джазового альбома Cheek To Cheek — «I Can’t Give You Anything But Love». 16 сентября 2014 года состоялся релиз песни «Nature Boy».

## Релиз и промо
В сентябре 2013 года Тони Беннетт подтвердил, что альбом выйдет в январе 2014 года, указав, что он и Гага записали много кавер-версий джазовых композиций. Однако 12 декабря в интервью для CNN Беннетт объявил, что выход пластинки перенесен с января на 18 марта 2014 года. В марте 2014 года USA Today сообщила о переносе релиза совместного альбома Тони и Леди Гаги на конец 2014 года. 9 апреля 2014 года в Музее движущегося изображения Тони Беннетт сказал журналистам, что пластинка появится в сентябре. В своем аккаунте в Instagram Леди Гага показала новую татуировку в виде трубы, подписав фото: «Мир — настало время джаза». 29 июля 2014 года Гага и Беннетт появились на The Today Show, чтобы официально объявить о своем сотрудничестве. При обсуждении альбома они подтвердили окончательную дату релиза, 23 сентября 2014 года. 19 августа 2014 года Леди Гага сообщила через приложение «Instagram», что предварительный заказ альбома для США, Канады и Мексики — 19 августа, для остальных стран мира — 20 августа". Также Леди Гага представила стандартную и deluxe обложки для альбома. Промокампания джазового альбома Cheek to Cheek набирает обороты. Компания «H&M», известный бренд одежды, избрал Тони и Гага в качестве представителей их новой компании «H&M Holiday». 5 сентября 2014 года Леди Гага выступила с джазовой программой на Неделе моды в Нью-Йорке в качестве звезды, которую пригласил авторитетный журнал «Harper’s Bazaar».

### Тур в поддержку альбома
После продвижения Cheek to Cheek Беннетт подтвердил, что он с Гагой будут гастролировать на джазовых фестивалях в 2015 году, с целью продвижения альбома. Концертный тур Cheek to Cheek начался 30 декабря 2014 года и закончился 1 августа 2015. Кассовые сборы составили 15.3 миллиона долларов.

## Синглы
- «Anything Goes» — первый сингл с альбома, выпущенный 29 июля 2014 года. Возглавил хит-парад Billboard Jazz Digital Songs.
- «I Can’t Give You Anything But Love» — второй сингл с альбома, выпущенный 19 августа 2014 года.
- «Nature Boy» — промосингл с альбома, выпущенный 16 сентября 2014 года.

## Критический приём
| Совокупная оценка         | Совокупная оценка |
| Источник                  | Оценка            |
| ------------------------- | ----------------- |
| Metacritic                | 64/100            |
| Оценки критиков           |                   |
| Источник                  | Оценка            |
| AllMusic                  | [ 10 ]            |
| Billboard                 | [ 11 ]            |
| Cuepoint (Expert Witness) | B+                |
| The Daily Telegraph       | [ 13 ]            |
| Entertainment Weekly      | B+                |
| The Guardian              | [ 15 ]            |
| New York Daily News       | [ 16 ]            |
| Newsday                   | A–                |
| Rolling Stone             | [ 18 ]            |
| Slant Magazine            | [ 19 ]            |

Джил Кауфман из «MTV News» оценил альбом, назвав Беннетта и Гагу «браком, заключенным на небесах». Он добавил, что певцы смогли «безупречно» объединить свои уникальные вокальные партии, что нашло отражение в их студии, и, таким образом, в песнях из Cheek To Cheek. Кэролайн Салливан из «The Guardian» дала альбому четыре из пяти звезд, утверждая, что «Гага — это чудо». Она также высоко оценила значительную теплоту и глубину её голоса. Критик Уилл Ходкинсон из «The Times» похвалил альбом, дав ему четыре из пяти звезд. Он добавил, что Гага могла бы быть «завсегдатой Верхнего Манхэттена в пивных барах и клубах». Джаз-критик Марк Майерс написал отзыв об альбоме в своём журнале «The Wall Street Journal», утверждая, что «самым большим сюрпризом в альбоме стал соло-вокал Гаги в песне „Lush Life“. „Это трудная песня, которая беспокоит даже самых опытных джазовых исполнителей, в том числе Фрэнка Синатру“. В число людей, которые оставили доброжелательный отзыв об альбоме, попал и критик Говард Райх из „Chicago Tribune“. Он написал, что „Cheek To Cheek“ подает реальную вещь, от начала до конца… Оба певца успели попасть в ритм, они добились значительного успеха».
Джаз автор Тед Джиойя, который рассмотрел альбом в журнале The Daily Beast, был удивлен способности Гаги петь джаз, говоря, что "справедливо, что Леди Гага, как и любой певец, который пел с Тони, была громкой и напористой … её голос имеет привлекательную невиновность в «But Beautiful» и «Every Time We Say Goodbye». Оценку четыре из пяти звезд поставил Льюис Угловой из Digital Spy. Он похвалил «смесь вокалов» в альбоме, добавляя, что «Cheek to Cheek, возможно, не блистал зрелищем, как мы привыкли ожидать от Гаги, но под руководством Тони Беннетта пара записала подлинный и прочный джаз». Джон Долан из «Rolling Stone» дал альбому три из пяти звезд и похвалил вокал Гаги. Долан сказал, что Гага «доказывает, что она может быть сложной леди». Чарльз Дж Ган из Associated Press также высоко оценил вокал Гаги и Беннетта, написав, что «если бы Гага родилась в более ранней эпохе, она чувствовала бы себя как в мюзикле MGM.» Бьянка Грейси описала альбом как «„освежающий“, что подчеркивает тот неоспоримый талант, как Гага и Беннетт, и насколько хорошо они работают вместе».
Три с половиной звезды из пяти поставил альбому Кеннет Партридж из «Billboard». Он выразил мнение, что Гага иногда звучала слишком «насильно» и, безусловно, ей нужен Беннетт больше, чем он нуждался в ней на записи альбома, но в целом у них был «взрыв» и «оба выиграли от этого сотрудничества.» Джим Фарбер из «New York Daily News» оценил альбом на четыре из пяти звезд, утверждая, что «Гага всегда была сильной певицей». Джеймс Рид из «The Boston Globe» похвалил альбом и чувствовал, как певцы «выявили лучшее друг в друге». Гленн Гамбоа из «Newsday» поставил Cheek to Cheek 5 с минусом и описал альбом как «простой джаз, великолепный и хорошо обработанный». Алекс Кэмп из «Slant Magazine» дал альбому оценку в две из пяти звезд. Кэмп раскритиковал вокал Гаги и Беннетта в альбоме, добавив, что «если бы не было первосортной работы у музыкантов, Сһееҡ To Cheek, который длится 45 минут, мог бы быть спокойно спет в караоке.» Писатель Айдин Вазири из «San Francisco Chronicle» был разочарован в Гаге и Беннетте, добавив, что «мелодия гораздо более захватывающая, чем люди, которые поют песни». Микаэль Вуд из «Los Angeles Times» похвалил вокал Гаги в альбоме.

## Коммерческий приём
Cheek to Cheek дебютировал под номером один в Billboard 200 со 131 000 проданных копий в первую неделю. Тем самым Гага первой в истории получила свой третий «номер 1» в этом десятилетии. Беннетт получил второй «номер 1». Пластинка также возглавила чарт Джазовых альбомов. Беннетт побил собственный рекорд — ранее в 2011 году с его альбомом "Duets II (который включал сингл «The Lady Is a Tramp»). Тони Беннетт стал старейшим исполнителем, альбом которого получил № 1 в США.
После его выпуска Cheek to Cheek дебютировал под номером семь на ARIA Albums Chart, став вторым альбомом для Тони, который попал в Топ-10 в Австралии из 56 выпущенных альбомов, в то время как это был четвёртый Топ-10 альбом для Леди Гаги. В Новой Зеландии альбом дебютировал под номером 13 в чарте альбомов. В Японии пластинка дебютировала под номером семь с продажами в 11397 копий в первую неделю. Во Франции альбом дебютировал под номером девять. В греческом Albums Chart он дебютировал под номером четыре. В России альбом дебютировал на вершине чарта под номером один, с объёмом продаж 38 018 копий в первую неделю. Для Гаги это был её шестой чарт, сделав её певицей с наибольшим количеством альбомов № 1 в стране.
По состоянию на декабрь 2019 года, в мире было продано около 1,719,000 копий альбома.

## Список композиций
| №                   | Название                                             | Автор(ы)                                                    | Длительность |
| ------------------- | ---------------------------------------------------- | ----------------------------------------------------------- | ------------ |
| 1.                  | «Anything Goes»                                      | Cole Porter                                                 | 2:04         |
| 2.                  | «Cheek to Cheek»                                     | Irving Berlin                                               | 2:51         |
| 3.                  | «Nature Boy»                                         | eden ahbez                                                  | 4:08         |
| 4.                  | «I Can't Give You Anything but Love»                 | Dorothy Fields Jimmy McHugh                                 | 3:13         |
| 5.                  | «I Won't Dance»                                      | Fields McHugh Oscar Hammerstein II Otto Harbach Jerome Kern | 3:57         |
| 6.                  | «Firefly»                                            | Cy Coleman Carolyn Leigh                                    | 1:58         |
| 7.                  | «Lush Life» (Соло Гаги)                              | Billy Strayhorn                                             | 4:15         |
| 8.                  | «Sophisticated Lady» (Соло Беннетта)                 | Duke Ellington Irving Mills Mitchell Parish                 | 3:49         |
| 9.                  | «Let's Face the Music and Dance»                     | Berlin                                                      | 2:07         |
| 10.                 | «But Beautiful»                                      | Johnny Burke Jimmy Van Heusen                               | 4:04         |
| 11.                 | «It Don't Mean a Thing (If It Ain't Got That Swing)» | Ellington Mills                                             | 2:24         |
| Общая длительность: | Общая длительность:                                  | Общая длительность:                                         | 34:43        |

| №                   | Название                                                                          | Автор(ы)            | Длительность |
| ------------------- | --------------------------------------------------------------------------------- | ------------------- | ------------ |
| 12.                 | «Bang Bang (My Baby Shot Me Down)» (Соло Гаги) (live from Jazz at Lincoln Center) | Sonny Bono          | 3:43         |
| Общая длительность: | Общая длительность:                                                               | Общая длительность: | 38:26        |

| №                   | Название                                             | Автор(ы)                               | Длительность |
| ------------------- | ---------------------------------------------------- | -------------------------------------- | ------------ |
| 3.                  | «Don't Wait Too Long» (Соло Беннетта)                | Sunny Skylar                           | 2:36         |
| 4.                  | «I Can't Give You Anything but Love»                 | Fields McHugh                          | 3:13         |
| 5.                  | «Nature Boy»                                         | ahbez                                  | 4:08         |
| 6.                  | «Goody Goody»                                        | Matt Malneck John Mercer               | 2:12         |
| 7.                  | «Ev'ry Time We Say Goodbye» (Соло Гаги)              | Porter                                 | 3:10         |
| 8.                  | «Firefly»                                            | Coleman Leigh                          | 1:58         |
| 9.                  | «I Won't Dance»                                      | Fields McHugh Hammerstein Harbach Kern | 3:57         |
| 10.                 | «They All Laughed»                                   | George Gershwin Ira Gershwin           | 1:49         |
| 11.                 | «Lush Life» (Сого Гаги)                              | Strayhorn                              | 4:15         |
| 12.                 | «Sophisticated Lady» (Соло Беннетта)                 | Ellington Mills Parish                 | 3:49         |
| 13.                 | «Let's Face the Music and Dance»                     | Berlin                                 | 2:07         |
| 14.                 | «But Beautiful»                                      | Burke Van Heusen                       | 4:04         |
| 15.                 | «It Don't Mean a Thing (If It Ain't Got That Swing)» | Ellington Mills                        | 2:24         |
| Общая длительность: | Общая длительность:                                  | Общая длительность:                    | 44:28        |

| №                   | Название                                                                          | Автор(ы)            | Длительность |
| ------------------- | --------------------------------------------------------------------------------- | ------------------- | ------------ |
| 16.                 | «Bang Bang (My Baby Shot Me Down)» (Gaga solo) (live from Jazz at Lincoln Center) | Bono                | 3:43         |
| Общая длительность: | Общая длительность:                                                               | Общая длительность: | 48:11        |

| №                   | Название                                                                            | Автор(ы)                    | Длительность |
| ------------------- | ----------------------------------------------------------------------------------- | --------------------------- | ------------ |
| 16.                 | «On a Clear Day (You Can See Forever)» (Соло Беннета)                               | Burton Lane Alan Jay Lerner | 2:34         |
| 17.                 | «Bewitched, Bothered and Bewildered» (Соло Гаги) (live from Jazz at Lincoln Center) | Richard Rodgers Lorenz Hart | 3:07         |
| 18.                 | «Lady's in Love with You» (Соло Беннетта) (live from Jazz at Lincoln Center)        | Lane Frank Loesser          | 1:42         |
| 19.                 | «The Lady Is a Tramp» (из альбома Duets II)                                         | Rodgers Hart                | 3:18         |
| Общая длительность: | Общая длительность:                                                                 | Общая длительность:         | 55:09        |

| №                   | Название                                                                            | Автор(ы)            | Длительность |
| ------------------- | ----------------------------------------------------------------------------------- | ------------------- | ------------ |
| 16.                 | «On a Clear Day (You Can See Forever)» (Соло Беннетта)                              | Lane Lerner         | 2:34         |
| 17.                 | «Bewitched, Bothered and Bewildered» (Соло Гаги) (live from Jazz at Lincoln Center) | Rodgers Hart        | 3:07         |
| 18.                 | «The Lady Is a Tramp» (из альбома Duets II)                                         | Rodgers Hart        | 3:18         |
| Общая длительность: | Общая длительность:                                                                 | Общая длительность: | 53:27        |

| №                   | Название                                                                            | Автор(ы)            | Длительность |
| ------------------- | ----------------------------------------------------------------------------------- | ------------------- | ------------ |
| 16.                 | «On a Clear Day (You Can See Forever)» (Соло Беннетта)                              | Lane Lerner         | 2:34         |
| 17.                 | «Bewitched, Bothered and Bewildered» (Соло Гаги) (live from Jazz at Lincoln Center) | Rodgers Hart        | 3:07         |
| Общая длительность: | Общая длительность:                                                                 | Общая длительность: | 50:09        |

| №                   | Название                                                                     | Автор(ы)            | Длительность |
| ------------------- | ---------------------------------------------------------------------------- | ------------------- | ------------ |
| 16.                 | «Lady's in Love with You» (Соло Беннетта) (live from Jazz at Lincoln Center) | Lane Loesser        | 1:42         |
| 17.                 | «The Lady Is a Tramp» (из альбома Duets II)                                  | Rodgers Hart        | 3:18         |
| Общая длительность: | Общая длительность:                                                          | Общая длительность: | 49:27        |

## Чарты и сертификации
| Чарт (2014)                              | Высшая позиция |
| ---------------------------------------- | -------------- |
| Аргентина (CAPIF)                        | 6              |
| Австралия (ARIA)                         | 7              |
| Австрия (Ö3 Austria)                     | 6              |
| Бельгия/Фландрия (Ultratop)              | 4              |
| Бельгия/Валлония (Ultratop)              | 4              |
| Бразилия (ABPD)                          | 7              |
| Канада (Canadian Albums Chart)           | 3              |
| Чехия (ČNS IFPI)                         | 4              |
| Дания (Hitlisten)                        | 9              |
| Нидерланды (Album Top 100)               | 13             |
| Финляндия (Suomen virallinen lista)      | 27             |
| Франция (SNEP)                           | 9              |
| Германия (Offizielle Top 100)            | 12             |
| Греция (IFPI)                            | 2              |
| Венгрия (MAHASZ)                         | 35             |
| Ирландия (IRMA)                          | 12             |
| Италия (Classifica album)                | 6              |
| Япония (Oricon)                          | 7              |
| Новая Зеландия (RMNZ)                    | 3              |
| Польша (ZPAV)                            | 31             |
| Португалия (AFP)                         | 7              |
| Шотландия (Scottish Albums Chart)        | 11             |
| Республика Корея (Gaon) · Делюкс-издание | 7              |
| Испания (PROMUSICAE)                     | 5              |
| Швеция (Sverigetopplistan)               | 1              |
| Швейцария (Schweizer Hitparade)          | 7              |
| Великобритания (UK Albums Chart)         | 10             |
| США (Billboard 200)                      | 1              |
| США (Billboard Top Jazz Albums)          | 1              |

| Чарт (2014)                        | Позиция |
| ---------------------------------- | ------- |
| Argentinian Albums (CAPIF)         | 15      |
| Australian Albums (ARIA)           | 62      |
| Australian Jazz Albums (ARIA)      | 1       |
| Belgian Albums (Ultratop Flanders) | 102     |
| Belgian Albums (Ultratop Wallonia) | 112     |
| Canadian Albums (Billboard)        | 41      |
| Mexican Albums (AMPROFON)          | 93      |
| US Billboard 200                   | 50      |
| US Top Jazz Albums (Billboard)     | 1       |

| Чарт (2015)                        | Позиция |
| ---------------------------------- | ------- |
| Australian Jazz Albums (ARIA)      | 4       |
| Belgian Albums (Ultratop Flanders) | 196     |
| Canadian Albums (Billboard)        | 50      |
| US Billboard 200                   | 125     |
| US Top Album Sales (Billboard)     | 58      |
| US Top Jazz Albums (Billboard)     | 1       |

| Чарт (2016)                    | Позиция |
| ------------------------------ | ------- |
| Australian Jazz Albums (ARIA)  | 8       |
| US Top Jazz Albums (Billboard) | 3       |

| Чарт (2017)                   | Позиция |
| ----------------------------- | ------- |
| Australian Jazz Albums (ARIA) | 15      |

| Чарт (2018)                   | Позиция |
| ----------------------------- | ------- |
| Australian Jazz Albums (ARIA) | 34      |

| Регион | Сертификация | Продажи  |
| --- | ------------ | -------- |
| Австралия (ARIA) | Золотой      | 35 000^  |
| Бразилия (ABPD) | Платиновый   | 40 000*  |
| Канада (Music Canada) | Платиновый   | 80 000^  |
| Франция | —            | 40,000   |
| Великобритания (BPI) | Серебряный   | 60 000*  |
| США (RIAA) | Золотой      | 773,000^ |
| * Данные о продажах приведены только на основе сертификации. ^ Данные о тиражах приведены только на основе сертификации. |              |          |

## История релиза
| Регион         | Дата             | Издание            | Формат                  | Лейбл                          | Ист.                 |
| -------------- | ---------------- | ------------------ | ----------------------- | ------------------------------ | -------------------- |
| Австралия      | 19 сентября 2914 | Стандартное Делюкс | Цифрова дистрибуция CD  | Interscope Universal           | [ 79 ] [ 80 ] [ 81 ] |
| Германия       | 19 сентября 2914 | Стандартное Делюкс | Цифрова дистрибуция CD  | Interscope Universal           | [ 82 ] [ 83 ]        |
| Франция        | 22 сентября 2014 | Стандартное Делюкс | Цифрова дистрибуция CD  | Polydor                        | [ 84 ]               |
| Великобритания | 22 сентября 2014 | Стандартное Делюкс | Цифрова дистрибуция CD  | Polydor                        | [ 85 ]               |
| Канада         | 24 сентября 2014 | Стандартное Делюкс | Цифрова дистрибуция CD  | Streamline Columbia Interscope | [ 86 ] [ 87 ]        |
| Мексика        | 24 сентября 2014 | Стандартное Делюкс | Цифрова дистрибуция CD  | Streamline Columbia Interscope | [ 88 ] [ 89 ]        |
| США            | 24 сентября 2014 | Стандартное Делюкс | Цифрова дистрибуция CD  | Streamline Columbia Interscope | [ 90 ] [ 91 ] [ 92 ] |
| Япония         | 24 сентября 2014 | Стандартное        | SMH-CD                  | Universal                      | [ 93 ]               |
| США            | 14 октября 2014  | Стандартное        | Винил                   | Interscope                     | [ 94 ]               |
| Франция        | 10 ноября 2014   | Стандартное        | Винил                   | Polydor                        | [ 95 ]               |
| США            | 31 декабря 2014  | Делюкс             | Бокс-сет                | Interscope                     | [ 96 ]               |
| Франция        | 9 марта 2015     | Стандартное        | Лимитированный слипкейс | Interscope                     | [ 97 ]               |